# Honglu, Chongqing
Honglu (kinesiska: 红炉) är en köping i sydvästra Kina. Den ligger i stadsdistriktet Yongchuan i storstadsområdet Chongqing, omkring 85 kilometer väster om det centrala stadsdistriktet Yuzhong. Antalet invånare är 21 618. Befolkningen består av 10 690 kvinnor och 10 928 män. Barn under 15 år utgör 16,0 %, vuxna 15-64 år 69 %, och äldre över 65 år 14,0 %.